# Manuel Moreno y Maiz
Manuel Moreno y Maiz fue un político peruano.
Nació en Tarma, departamento de Junín en 1832. Su hermana Ángela Moreno y Maíz fue esposa del político José Gálvez Egúsquiza, héroe del combate del 2 de mayo.
En 1872 fue elegido diputado titular por la provincia de Dos de Mayo en el departamento de Huánuco siendo reelecto en ese cargo en 1876 y en 1879 durante la Guerra del Pacífico.
Murió en Chorrillos, Lima, el 4 de marzo de 1913.